# Монтезано-Салентино
Монтезано-Салентино (італ. Montesano Salentino, сиц. Muntisanu) — муніципалітет в Італії, у регіоні Апулія,  провінція Лечче.
Монтезано-Салентино розташоване на відстані близько 540 км на південний схід від Рима, 180 км на південний схід від Барі, 45 км на південь від Лечче.
Населення — 2683 особи (2014).

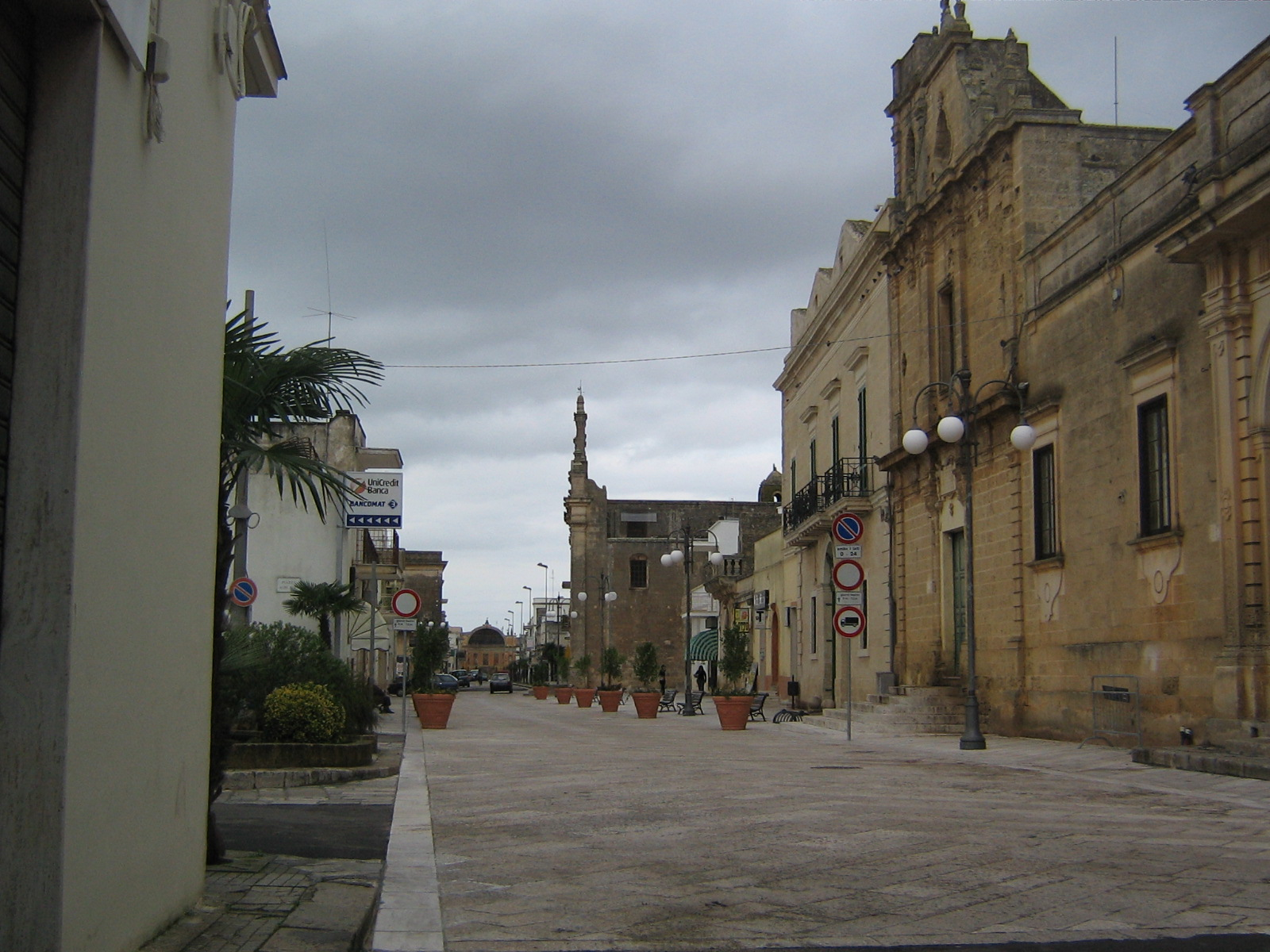

Щорічний фестиваль відбувається 7 серпня. Покровитель — San Donato.

## Демографія
Населення за роками:

Станом на 1 січня 2023 року в муніципалітеті офіційно проживали 53 іноземці з 23 країн, серед них 10 громадян країн Євросоюзу.

## Сусідні муніципалітети
- Андрано
- Міджано
- Ночилья
- Руффано
- Суперсано
- Сурано
- Триказе